# Línea 1 (Metro de Caracas)
La Línea 1 del Metro de Caracas es el servicio de subterráneo que opera entre las estaciones Propatria y Palo Verde, fue la primera línea en ser construida. Inició sus operaciones el 2 de enero de 1983, durante el gobierno del presidente Luis Herrera Campins y su última ampliación fue inaugurada el 19 de noviembre de 1989. Cuenta con un total de 22 estaciones y 20.4 kilómetros. Es la línea con más estaciones de todo el sistema subterráneo caraqueño.[cita requerida] En kilómetros sólo es superada por la Línea 2, que cuenta con 23.1 km.
La Línea 1 cruza la ciudad de Caracas de oeste al este, pasando a través de tres municipios. Fue inaugurada en cuatro etapas: Propatria ↔ La Hoyada (2 de enero de 1983), La Hoyada ↔ Chacaíto (27 de marzo de 1983), Chacaíto ↔ Los Dos Caminos (23 de abril de 1988) y Los Dos Caminos ↔ Palo Verde (19 de noviembre de 1989). 
Entre 2010 y 2012, el Metro de Caracas realizó una renovación de flota, recuperación de la infraestructura y actualización de los sistemas fabricados por Alstom y Thales Group (en ese momento Alcatel-Lucent) con una licitación a las empresas CAF (material rodante, electrificación y rieles) e INVENSYS. Con el sistema SIRIUS CBTC, el cual fue instalado incorrectamente y actualmente funciona en modo ATS y ATP, sin el sistema ATO, que sigue siendo el antiguo sistema THALES que utilizan las demás líneas del sistema Metro, la empresa que se contrató para la instalación del sistema designada por la misma Invensys "nunca había instalado ese sistema en Latinoamérica" y en lugar de eliminar el antiguo sistema, o mantener ambos sistemas en funcionamiento, se decidieron por no completar el trabajo y mantener el sistema funcionando de manera incompleta haciendo que los trenes operen de manera incorrecta (aceleración fuerte y frenado de golpe, mal aparcado en las estaciones, activación del freno de emergencia por falta de respuesta al Sistema hombre muerto, entre otros) sumando que las unidades solicitadas a CAF "No están ni estaban diseñadas para poder operar en el Metro de Caracas", la línea 1 es una de las líneas más desafiantes para todos los trenes por ser una de las más largas y por ser la que más posee curvas, y gradientes relativamente fuertes, y por consecuencia de lo desafiante de esta línea, y la mala administración del Metro de Caracas ha hecho que de 48 trenes que se solicitaron a CAF tan solo funcionen de 13 a 25 trenes, cuando deben operar de 36 a 42. En consecuencia, múltiples planes de recuperación de trenes se han realizado al pasar de los años, en la actualidad, el plan más duradero para la flota de la Línea 1 ha sido parte de la 2ª fase del "Plan el Metro Se Mueve Contigo", con el objetivo de poder llegar a 50 trenes operativos para diciembre de 2025, repartidos en las diferentes líneas del sistema.